# Philipp Klein (Maler)

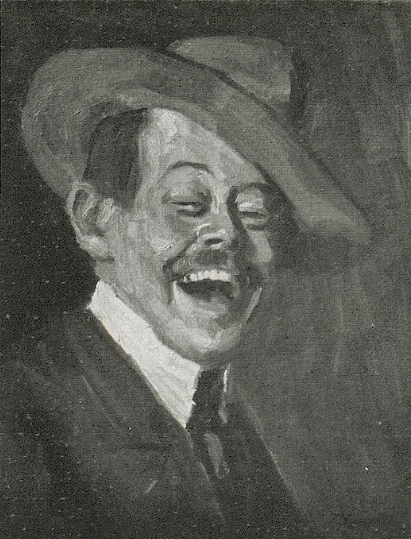
Philipp Klein: Selbstbildnis (um 1905)

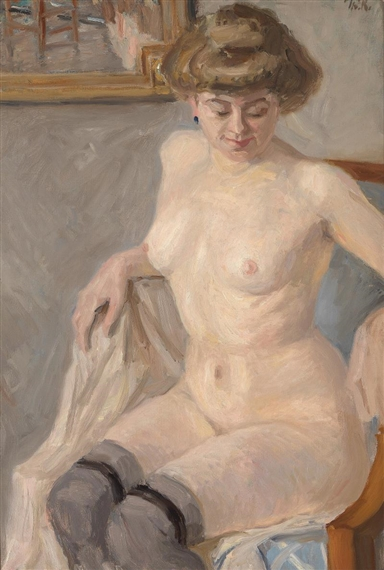
Toilette

Philipp Klein (* 16. Februar 1871 in Mannheim; † 10. Mai 1907 in Gundelsheim am Neckar) war ein deutscher Genre- und Landschaftsmaler.

## Leben
Klein war zunächst Fahnenjunker in der Armee, jedoch erlitt er einen Unfall und wandte sich der Malerei zu. 1892 ging er nach München. Den folgenden Sommer verbrachte er auf der Fraueninsel am Chiemsee. Dort zeichnete er die Natur und wurde Privatschüler von Joseph Wopfner. Im Herbst ging er zurück nach München und bildete sich autodidaktisch zum Maler aus. Er hatte eine enge Verbindung zur Münchner Künstlergruppe „Scholle“. Dort orientierte er sich stark an der Kunst von Leo Putz. Bei einem Besuch in Berlin traf Klein Max Slevogt, dessen Kunst ihn ebenfalls beeinflusste.
Philipp Klein stellte seine Werke seit 1896 im Münchner Glaspalast aus. Dort fiel er erstmals mit seinem Werk „In Gedanken“ auf, von da aus wurden weitere seiner Werke, wie „Vor der Redoute“, „Das gelbe Sopha“ (1905), „Vor der Abreise“, „Die Freundinnen“, „Akt mit Larven“ und „Alissa“ (1903) zu großen Erfolgen. Diese Bilder erlangten viel positive Aufmerksamkeit, wegen seines, zur damaligen Zeit, modernen Malstils und weil sie Klein als einen temperamentvollen Koloristen offenbarten. und nahm seit 1899 regelmäßig an den Ausstellungen der Münchner und Berliner Secession teil. Klein zeigte auch seine Bilder in der Münchner Galerie Joseph Brakl & Tannhauser. Seine Werke brachten ihm mehrmals Auszeichnungen, unter anderem 1905 eine Goldmedaille.
Philipp Klein starb im Alter von 36 Jahren im Sanatorium Hornegg bzw. Horneck.
Heute sind seine Werke unter anderem zu finden in der Kunsthalle Mannheim, in der Sezessionsgalerie München und im Museum der bildenden Künste in Leipzig.
Im Jahr 2021 veröffentlichte Barbara Hofkamp eine Monografie über Philipp Klein, in der erstmals dessen Leben und Werk umfassend aufgearbeitet sowie ein Werkverzeichnis publiziert wurde, womit eine bislang bestehende Lücke in der kunstgeschichtlichen Literatur geschlossen wurde. Gemeinsam mit dem Landesmuseum Hannover würdigen die Reiss-Engelhorn-Museen den zu Unrecht in Vergessenheit geratenen Künstler ab September 2025 mit einer Ausstellung, die auf dieser Forschungsarbeit aufbaut.

## Werke (Auswahl)

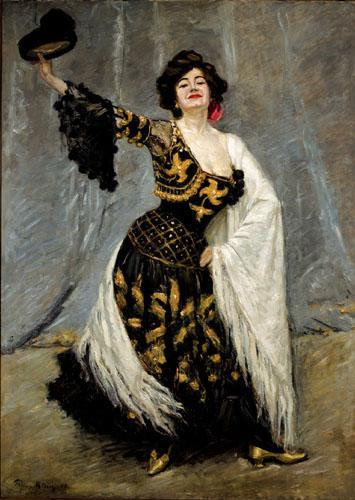
Philipp Klein: Alissa (1903)
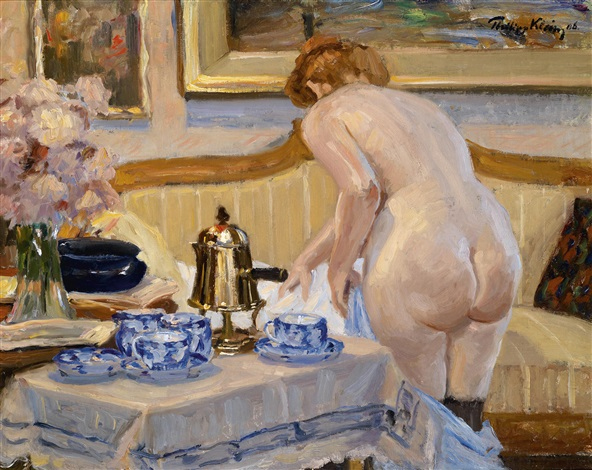
Philipp Klein: Morgentoilette (1906)
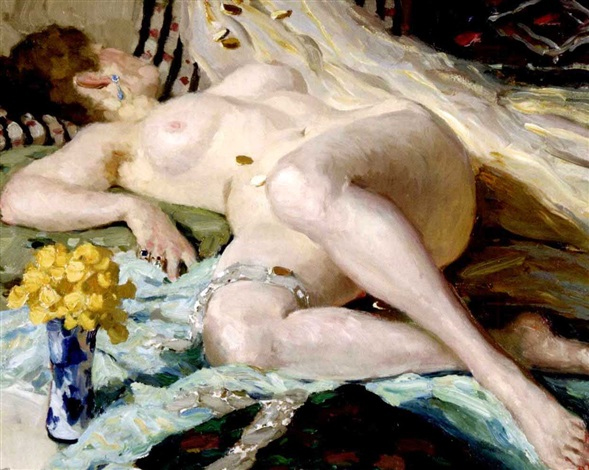
Philipp Klein: Liegender weiblicher Akt als Danae (1906)